# Jan Padlewski

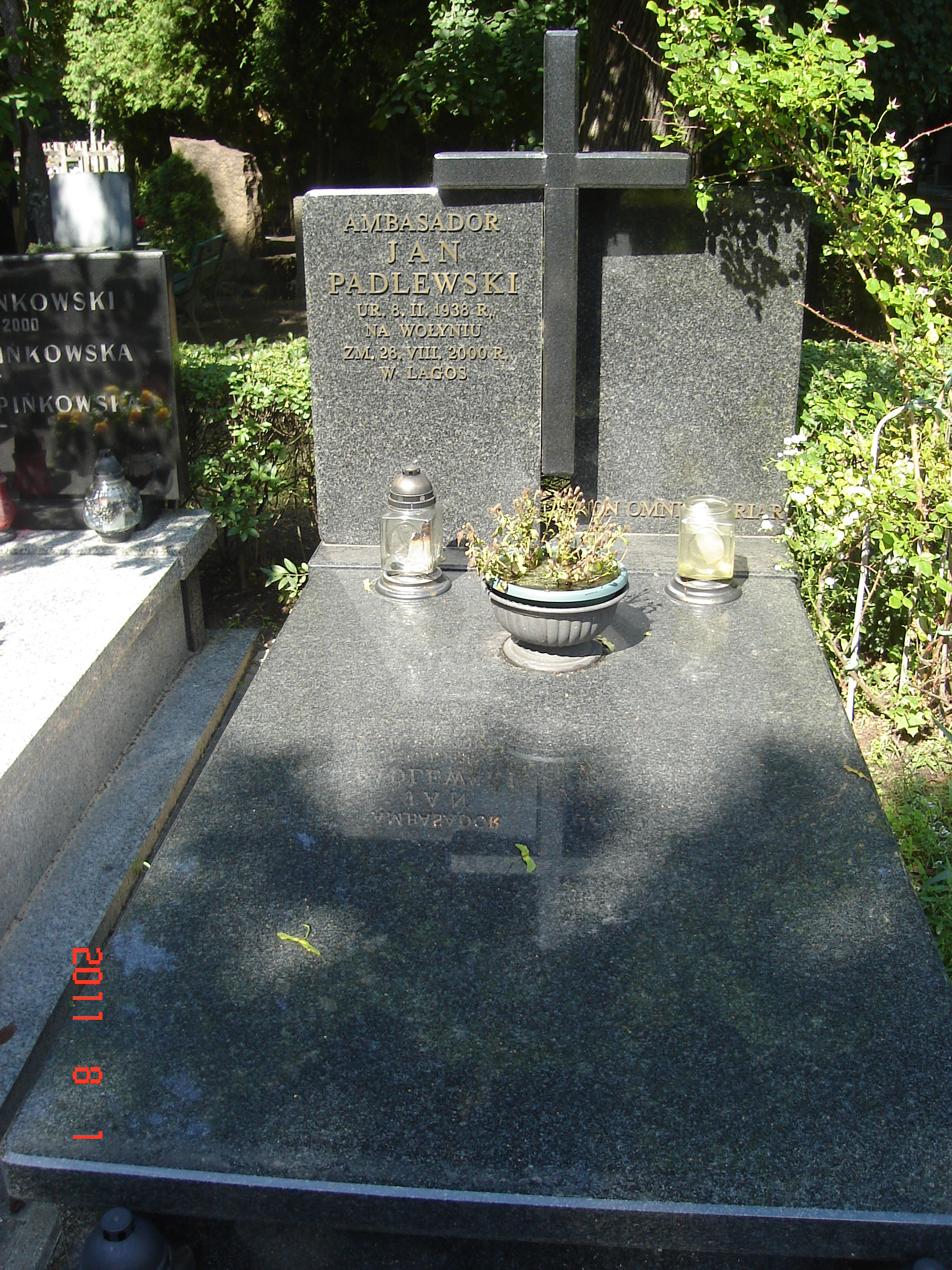
Grób Jana Padlewskiego na Cmentarzu Wojskowym na Powązkach

Jan Padlewski (ur. 8 lutego 1938 w Borówce, zm. 28 sierpnia 2000 w Lagos) – polski polityk i dyplomata, w latach 1998–2000 ambasador RP w Nigerii. 

## Życiorys
Ukończył studia na Wydziale Dyplomatyczno-Konsularnym Szkoły Głównej Służby Zagranicznej w Warszawie (1960). Pracownik Komitetu Współpracy Gospodarczej przy Radzie Ministrów (1961–1968). Wicedyrektor Zespołu Współpracy Gospodarczej z Zagranicą Komisji Planowania przy RM (1974–1978). Karierę dyplomatyczną rozpoczął w Paryżu (1968–1970), po czym pełnił m.in. obowiązki dyrektora departamentu w MSZ. Później przebywał na placówkach w Brukseli (1970–1974) i ponownie w Paryżu (1978–1983). W latach 70. sprawował funkcję wiceprzewodniczącego Państwowej Komisji Planowania Gospodarczego przy Radzie Ministrów. Doradca ministra spraw zagranicznych ds. ekonomicznych (1983–1986). Dyrektor Departamentu Ekonomicznego MSZ (1987–1990).
Był jednym z reprezentantów strony koalicyjno-rządowej podczas obrad Okrągłego Stołu w grupie redakcyjnej do spraw przezwyciężenia problemów zadłużenia. Po transformacji ustrojowej prezes firmy doradczej EPPA (1991–1992), doradca prezesa Konfederacji Pracodawców Polskich (1993–1994). Pełnił obowiązki radcy handlowego ambasady RP w Lagos. 27 stycznia 1998 został mianowany ambasadorem w pięciu państwach Afryki Zachodniej z siedzibą w Lagos. Zmarł na zawał serca 28 sierpnia 2000 w Lagos.
Został pochowany w Alei Zasłużonych na Cmentarzu Wojskowym na Powązkach (kwatera A30-tuje-1).
Według materiałów zgromadzonych w archiwum Instytutu Pamięci Narodowej był w latach 1968-1990 funkcjonariuszem Departamentu I (wywiadu) Służby Bezpieczeństwa. Posługiwał się  nazwiskiem operacyjnym "Sokołowski".